# V horách šílenství
V horách šílenství (v anglickém originálu At the Mountains of Madness) je hororová novela Howarda Phillipse Lovecrafta napsaná v roce 1931 a vydaná v časopise Astouding Stories roku 1936. Žánrově se jedná o kosmický horor, který je zasazen do tzn. Mýtu Cthulhu, založeného Lovecraftem a dále rozvíjeného dalšími autory. Někdy bývá kniha označována také jako krátký román. Děj se odehrává v neprozkoumaných oblastech Antarktidy, kam zavítá vědecká expedice a zkoumá pozůstatky dávné nelidské civilizace..

## Děj

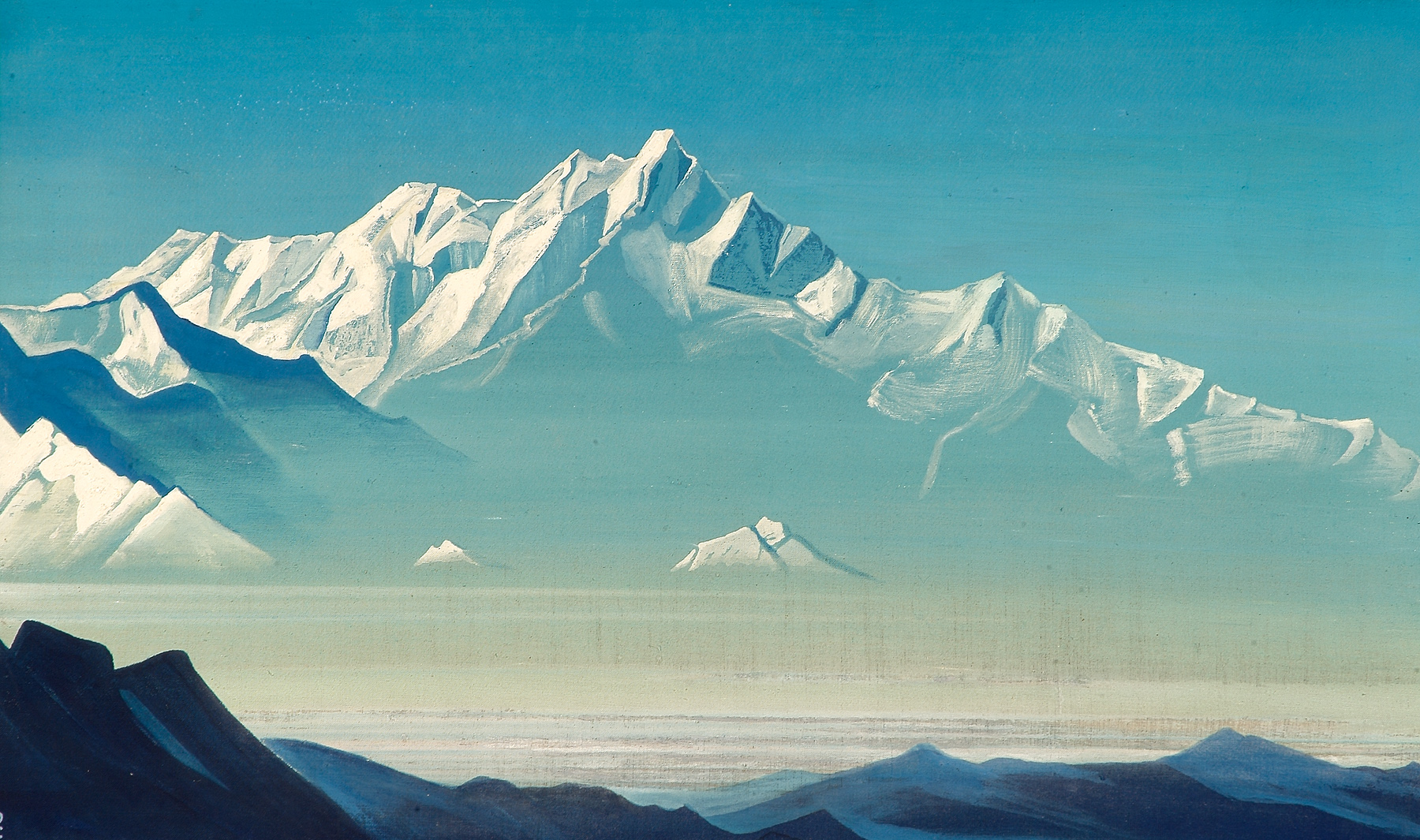
Jedna z maleb Nicholase Roericha z Himálaje, na které se autor několikrát odvolává.

Novela pojednává o expedici vyslané Miskatonickou univerzitou za účelem geologického a archeologického průzkumu Antarktidy. Příběh je psán protagonistou profesorem Williamem Dyerem z první osoby jako výpověď o událostech a varování pro příští expedice. Jak již je v Lovecraftově hororu zvykem, protagonista považuje proběhlé události za natolik šílené, že až hrozba, že další expedice bude podrobena podobným událostem za hranou lidského chápání ho donutí, aby naplno doznal, co prožil ač si je vědom, že nejspíše bude označen za šílence.
Celý popis událostí začíná popisem úkolů expedice a jejího pokrokového vybavení. Zlom nastává až po nalezení otisku stopy v prvohorní břidlici datované do období, kdy na Zemi ještě neměly existovat složité vícebuněčné živé organismy. Následně se expedice rozdělí a hlavní hrdina se oddělí od biologů, kteří nadále pokračují v průzkumu v místech převratného nálezu. Rádiem jsou mu poté hlášeny neuvěřitelné objevy zvláštních organismů z počátku věků (v Mýtu Cthulhu známých jako Prastaří). Poslední hlášení z rádia se zmiňuje o chystané pitvě neznámého organismu, plašících se psech a blížící se bouři. Poté je s částí expedice na místě vykopávek ztracen kontakt.
Po ztrátě kontaktu se do tábora vydává záchranný tým vedený protagonistou. Nalezne však pouze obraz naprosté zkázy. Všichni členové expedice a jejich psi, až na jednoho člena a jednoho psa, kteří chybí, jsou nalezeni mrtví. Schází také většina těl neznámých organismů, až na ty, o kterých byly hlášeno, že již při nálezu byly znatelně poškozené. Tyto poškozené ostatky ovšem někdo neznámý pohřbil. Zkáza je přisouzena prudké sněhové bouři a propadnutí šílenství ztraceného člena výpravy.
Protagonista společně se svým asistentem se letadlem vydají pátrat po ztraceném členovi výpravy, přičemž přelétávají hřebeny hor vyšší než Himálaj, za nimiž naleznou titánské ztracené město o mnoho starší než lidstvo. S asistentem tedy prozkoumávají tyto ruiny, kde za pomoci všudypřítomných reliéfů poznávají historii rasy Prastarých, která na Zemi dorazila z hvězd a přinesla na Zemi život. Zároveň zjišťují, že k jejich úpadku vedla vzpoura jejich služebníků jménem Shoggoti, kteří jsou pouze amorfním blobem ovládaným za pomoci telepatie, kteří se časem vyvinuli z nástroje v uvědomělá stvoření, která nenávidí své tvůrce.
V průběhu pátrání objeví zmínku o posledním městě Prastarých, které je pod povrchem u termálního jezera. Vydají se jej tedy prozkoumat. U vchodu do podzemního města narazí na saně zmizelé ze zničeného tábora s mrtvými těly ztraceného člena výpravy a psa. I přes to se vydávají dále do tunelu, kde je ovšem varují utíkající tučňáci, kteří utíkají před Shoggothem, který zabil probuzené Prastaré a nyní se řítí ven za hlavním protagonistou. Ten ovšem spolu se svým kolegou zvládne utéct k letadlu a vrátit se do bezpečí.

## Okolnosti vzniku
Lovecraft psal textem mezi 24. únorem a 21. březnem 1931, v originálním znění má přibližně 41500 slov. Text je přímou reakcí na povídku „A Million Years After“ od Katherine Metcalf Roofové. Povídka vyšla v listopadovém čísle Weird Tales a zpracovává nepříliš zajímavým způsobem téma zachovaného dinosauřího vejce – sám Lovecraft se přitom pokoušel podobné téma prosadit již roky. V reakci na text napsal, že má chuť napsat vlastní verzi povídky, ovšem místo „relativně obyčejného dinosaura“ použije něco „paleogennějšího a neidentifikovatelnějšího“.

## Interpretace
V novele jsou zmíněni Shoggothi, Prastaří a město R'lyeh, kteří se vyskytují i v jiných povídkách autora. Objeví se rovněž zmínka o fiktivním grimoáru Necronomicon, jenž je zmiňován v mnoha dalších dílech H. P. Lovecrafta a který se rozšířil i do mnoha dalších knih, filmů a počítačových her. Zatímco v ranějších Lovecraftových textech je Necronomicon vykreslen jako mocný a nebezpečný artefakt, V horách šílenství se přesunuje spíše do mytické oblasti – naznačuje existenci děsivých bytostí, které však nejsou svou podstatou nadpřirozené či magické a lze je zkoumat i moderně a „vědecky“.
S. T. Joshi knihu popsal jako vrchol Lovecraftových snah o spojení weird fiction a science fiction. Novela je vnímána jako jedna z nejbarvitějších a nejevokativnějších autorových prací, ale současně jako klasika vědeckofantastické literatury – „kosmická hrůza“ přitom není navozována ani tak prostorem či rozměry, jako spíše nepředstavitelnými časovými úseky.
Často se uvádí, že Lovecraft byl při psaní povídky inspirován románem Příběhy Arthura Gordona Pyma napsaným Edgarem Alanem Poem, a někdy je V Horách šílenství označováno dokonce za pokračování tohoto textu. Avšak jak uvádí Jules Zanger, jedná se spíše o nezávislé příběhy, které jsou spojeny pouze jedinou aluzí – zmínkou o tajuplném volání „Tekeli-li!“ K výraznějším inspiračním zdrojům patří v oblasti literatury román Purple Cloud (Purpurový mrak, 1901) od M. P. Shiela. Vizuálně autor čerpal z Rerichových obrazů Himálaje (se kterými se autor seznámil v newyorském Rerichově muzeu. Lze říci, že v Horách šílenství vyvrcholila celoživotní Lovecraftova fascinace arktickými a antarktickými oblastmi a výpravami do nich (Borchgrevink, Scott, Amundsen, úvod příběhu je přímo ovlivněn expedicemi Richarda Evelyna Byrda z let 1928–1930). Podrobný popis vzestupu a pádu Prastarých, který tvoří značnou část textu, naznačuje Lovecraftovu zaujatou četbu Spenglerova Zániku Západu (1918, 1922).

## Rozhlasové zpracování
V roce 2023 byla kniha zpracována jako dvanáctidílná četba na pokračování. Z překladu Stanislavy Menšíkové pro rozhlas připravil Petr Turek. V režii Vlada Ruska četl Igor Bareš.